# 贝尔唐格勒
贝尔唐格勒（法語：Bertangles，法語發音：[bɛʁtɑ̃ɡl]）是法国上法蘭西大區索姆省的一个市镇，属于亚眠区。

## 地理
贝尔唐格勒（49°58'13"N, 2°17'59"E）面积8.57 平方千米，位于法国上法蘭西大區索姆省，该省份为法国北部沿海省份，北起加来海峡省和北部省，西接滨海塞纳省和大西洋英吉利海峡，南至瓦兹省，东临埃纳省。
与贝尔唐格勒接壤的市镇（或旧市镇、城区）包括：阿尔格沃、弗莱塞勒、蒙通维莱尔、普兰维尔、沃昂纳米耶努瓦、维莱博卡日。

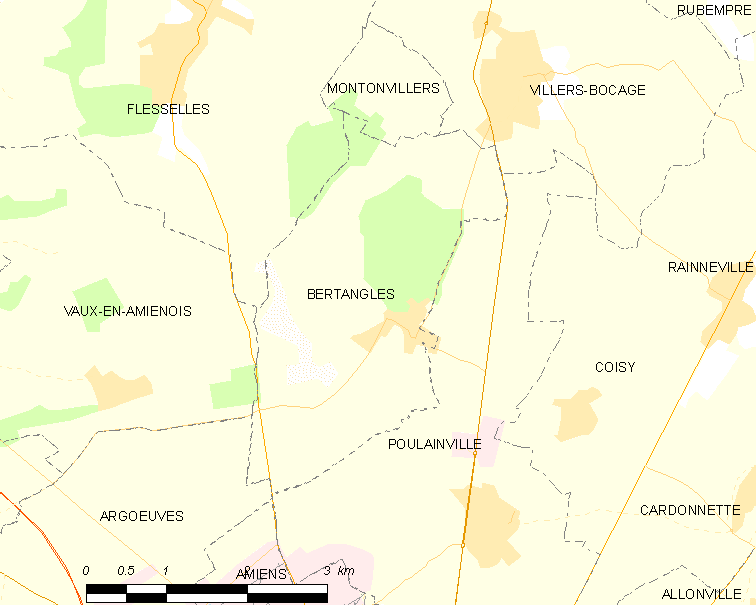
贝尔唐格勒的OSM定位图

贝尔唐格勒的时区为UTC+01:00、UTC+02:00（夏令时）。

## 行政
贝尔唐格勒的邮政编码为80260，INSEE市镇编码为80092。

## 政治
贝尔唐格勒所属的省级选区为亚眠第二县。

## 人口

1962-2008年间贝尔唐格勒人口变化图示

贝尔唐格勒于2022年1月1日时的人口数量为797人。